# Vila Nova (Toledo)
Vila Nova é um distrito do município brasileiro de Toledo, no estado do Paraná.